# Mariana de Althaus
Pour les articles homonymes, voir Althaus.
Mariana de Althaus Checa, née le 4 juin 1974 à Lima, est une dramaturge et metteuse en scène péruvienne.

## Biographie
Fille de Jaime de Althaus Guarderas et Patricia Checa. Elle a étudié au Colegio Weberbauer de Monterrico, et a postérieurement obtenu son baccalauréat en littérature à l'université catholique pontificale du Pérou.
En 2002, elle étudia la mise en scène à l'école La Casona, de Barcelone, en Espagne. Elle dirigea sa première pièce, En el borde (créée en 1998, et aussi mise en scène à Buenos Aires). Elle dirigea ensuite El viaje (2001, co-autrice), Los charcos sucios de la ciudad (2001), dans laquelle elle joua également et la pièce fut publié dans le livre Dramaturgia Peruana II,  l'éditeur étant Roberto Ángeles.
Suivirent les œuvres Princesa Cero (2001, co-autrice), Tres historias de mar (2003, qu'elle créa à Barcelone, œuvre participante au Festival Margaritas et présentée en français à la salle intime du Théâtre Prospero de Montréal, à l'automne 2008 sous le titre Trois histoires de mer(traduction de Francesca Gosselin mis en scène par Miguel Doucet, co-produit par le théâtre TRESS et le théâtre Globe Bulle Rouge), Vino, bate y chocolate (2004), Volar (2004) et La puerta invisible (2005).
En 2006, elle écrit et dirigea la pièce Ruido. Cette pièce a été présentée à Montréal sous le titre Bruit(traduction et mise en scène de Francesca Gosselin) par le théâtre TRESS à l'été 2007.
En 2011, elle présente les pièces de théâtre La mujer espada, Entonces Alicia cayó y Criadero, instrucciones para (no) crecer.
En 2012, elle dirigea la pièce El lenguaje de las sirenas au MALI.  à la fin de l'année elle présenta El sistema solar, reprise l'année suivante en avril-mai. 
De Althaus a publié Dramas de familia en 2013, qui réunit ses trois dernières pièces. La même année elle dirigea Padre nuestro.
2016, sa pièce El sistema solar sera adapté au cinéma.
2023, sa pièce En el borde(en français Sur le bord, traduction de Francesca Gosselin, adaptation de Marie-Eve Tardy) a été présentée à Montréal par le Théâtre Globe Bulle rouge lors du Festival Fringe dans une mise en scène de Marie-Eve Tardy. Cette même production sera présentée aux Maisons de la Culture de Montréal en 2024.